# Karl Fredrik Slotte
Karl Fredrik Slotte, född den 27 oktober 1848 i Nedervetil, Österbotten, död den 19 juli 1914 i Helsingfors, var en finlandssvensk fysiker. Han var son till Carl Johan Slotte och bror till Alexander Slotte.
Slotte avlade filosofie kandidatexamen, tjänstgjorde i Åbo som lärare i matematik och fysik, blev 1882 filosofie doktor och utnämndes samma år till äldre lärare i allmän och tillämpad fysik vid Polytekniska institutet i Helsingfors. Han blev 1908 professor i fysik vid tekniska högskolan. 
Slotte sysselsatte sig företrädesvis med undersökningar om fasta kroppars och vätskors molekylarfysik, vilkas resultat han publicerade, utom i ett specimen om den inre friktionen hos vätskor (1882), i Finska vetenskapssocietetens "Acta" och "Öfversigt". För de fasta kropparna uppställde han en kinetisk teori. 
För studerande utgav han en lärobok i Mekaniska värmeteorin I-II (1912) samt i Fysikens grundprinciper (1913). Dessutom författade han i serien "Åbo universitets lärdomshistoria" avdelningarna matematik och fysik (i "Svenska litteratursällskapets i Finlands skrifter", 37, 1899).